# Kanton Le Theil
Der Kanton Le Theil war von 1801 bis 2015 ein französischer Wahlkreis im Arrondissement Mortagne-au-Perche, im Département Orne und in der Region Basse-Normandie; sein Hauptort war Le Theil. Der Kanton war 173,65 km² groß und hatte (1999) 11.438 Einwohner, was einer Bevölkerungsdichte von 42 Einwohnern pro km² entsprach. Er lag im Mittel auf 130 Meter über dem Meeresspiegel, zwischen 89 m und 271 m jeweils in Ceton. 

## Gemeinden
Der Kanton bestand aus zehn Gemeinden:
| Gemeinde                   | Einwohner Jahr | Fläche km² | Bevölkerungsdichte | Code INSEE | Postleitzahl |
| -------------------------- | -------------- | ---------- | ------------------ | ---------- | ------------ |
| Bellou-le-Trichard         | 231 (2013)     | –          | – Einw./km²        | 61041      | 61130        |
| Ceton                      | 1.848 (2013)   | –          | – Einw./km²        | 61079      | 61260        |
| Gémages                    | 126 (2013)     | –          | – Einw./km²        | 61185      | 61130        |
| L’Hermitière               | 268 (2013)     | –          | – Einw./km²        | 61204      | 61260        |
| Mâle                       | 763 (2013)     | –          | – Einw./km²        | 61246      | 61260        |
| La Rouge                   | 710 (2013)     | –          | – Einw./km²        | 61356      | 61260        |
| Saint-Agnan-sur-Erre       | 153 (2013)     | –          | – Einw./km²        | 61359      | 61340        |
| Saint-Germain-de-la-Coudre | 807 (2013)     | –          | – Einw./km²        | 61394      | 61130        |
| Saint-Hilaire-sur-Erre     | 542 (2013)     | –          | – Einw./km²        | 61405      | 61340        |
| Val-au-Perche              | 3.823 (2013)   | –          | – Einw./km²        | 61484      | 61260        |

## Bevölkerungsentwicklung
| 1962 | 1968 | 1975 | 1982 | 1990 | 1999 | 2006 |
| ---- | ---- | ---- | ---- | ---- | ---- | ---- |
| 5306 | 5885 | 6031 | 6555 | 6938 | 7200 | 7478 |